# Доррер, Алексей Иосифович
Алексе́й Ио́сифович До́ррер (1885, Харьков — 25 апреля [8 мая] 1920, Каир) — левый эсер. Видный участник антибольшевистского Ашхабадского восстания в июле 1918 года.

## Биография
Алексей Иосифович Доррер родился 19 марта 1885 года в Харькове в семье графа Иосифа Филипповича Доррера и Екатерины Вячеславовны Доррер. Помимо него в семье Дорреров еще были сыновья Георгий, Сергей и Борис и дочери Евгения и Вера. 
А. И. Доррер учился в Харьковском университете. 10 мая 1906 года он был арестован по обвинению в принадлежности к партии эсеров и 4 апреля 1907 года был приговорен к тюремному заключению на два с половиной года с лишением графского достоинства, после чего отправлен под гласный надзор полиции в Вологду. В Вологде 10 (23) мая 1910 года А. И. Доррер женился на Виктории Владимировне Дилевской, которая тоже отбывала ссылку по обвинению в принадлежности к Тульской организации партии эсеров. Из Вологды А. И. Доррер с женой уехали в Ашхабад. 
В июле 1918 года принял участие в антибольшевистском Ашхабадском восстании.
В дальнейшем секретарь полевого суда при штабе главнокомандующего Добровольческой армии.
Скончался 25 апреля (по старому стилю) 1920 года на русском госпитальном судне в Аббасии близ Каира.